# Australia na Letniej Uniwersjadzie 2007
Australię na Letniej Uniwersjadzie w Bangkoku reprezentowało  zawodników. Australijczycy zdobyli 11 medali (3 złote, 5 srebrnych, 3 brązowe).

## Medale

### Złoto
- Sean Wroe - lekkoatletyka, 400 metrów
- Robert Crowther - lekkoatletyka, skok w dal
- Drużyna koszykarek

### Srebro
- Dylan Grant, Mark Ormrod, Joel Milburn, Sean Wroe - lekkoatletyka, sztafeta 4x400 metrów
- Dani Samuels - lekkoatletyka, rzut dyskiem
- Jonathon Newton - pływanie, 50 metrów stylem dowolnym
- Sarah Katsoulis - pływanie, 100 metrów stylem klasycznym
- Sarah Katsoulis - pływanie, 200 metrów stylem klasycznym

### Brąz
- Alice Mills - pływanie, 100 metrów stylem dowolnym
- Caroline Marton - taekwondo, kategoria poniżej 67 kg
- Yoo Hyo Rowe - taekwondo, kategoria powyżej 72 kg